# Zavalni
Zavalni - Завальный (rus) - és un poble de l'óblast de Smolensk, a Rússia, que el 2007 tenia un habitant.